# مورچه‌خوار ابریشمی
مورچه‌خوار ابریشمی (نام علمی: Cyclopes didactylus) نام یک گونه از راسته کرک‌داران است.